# یمتلاند

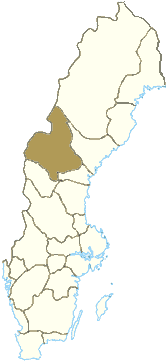
موقعیت یمتلاند در سوئد

یمتلاند (به سوئدی: Jämtland) یکی از استان‌های سوئد است که در میانه این کشور قرار دارد. این استان با استان‌های هریدالن، مدلپاد، انگرمانلاند و لاپلاند و همچنین کشور نروژ مرز مشترک دارد. یمتلاند ۳۴٫۰۰۹ کیلومتر مربع ۸٫۳ در صد از کل مساحت سوئد را در اختیار دارد.

## نگارخانه

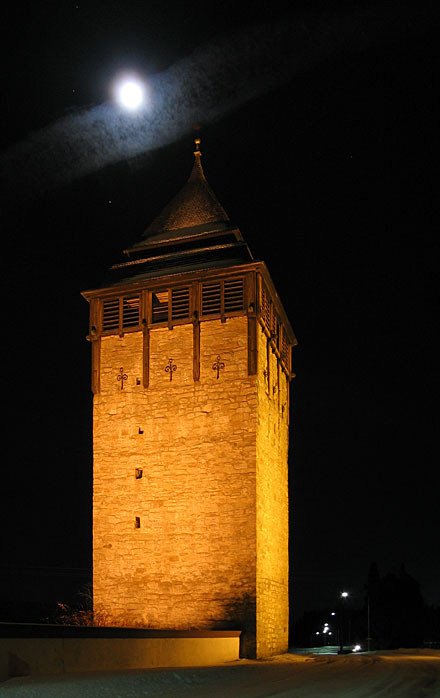
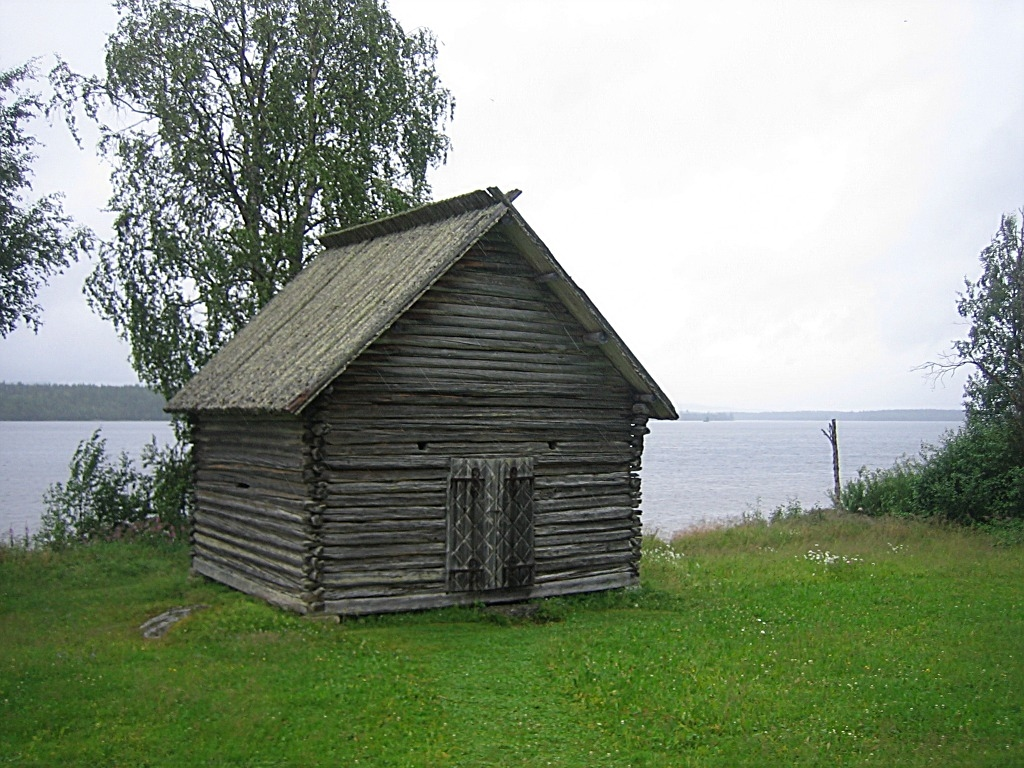
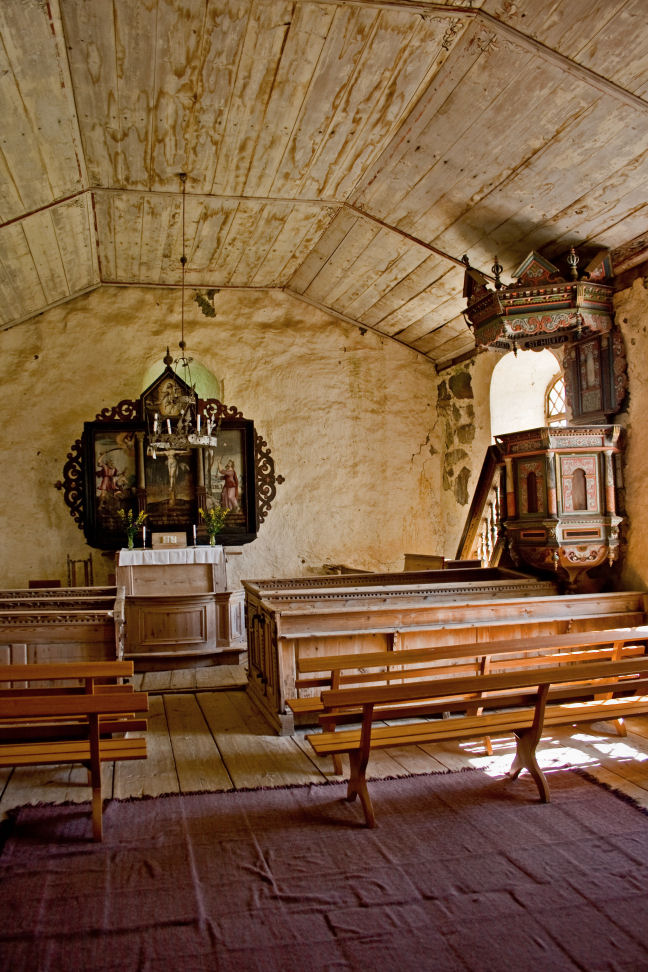
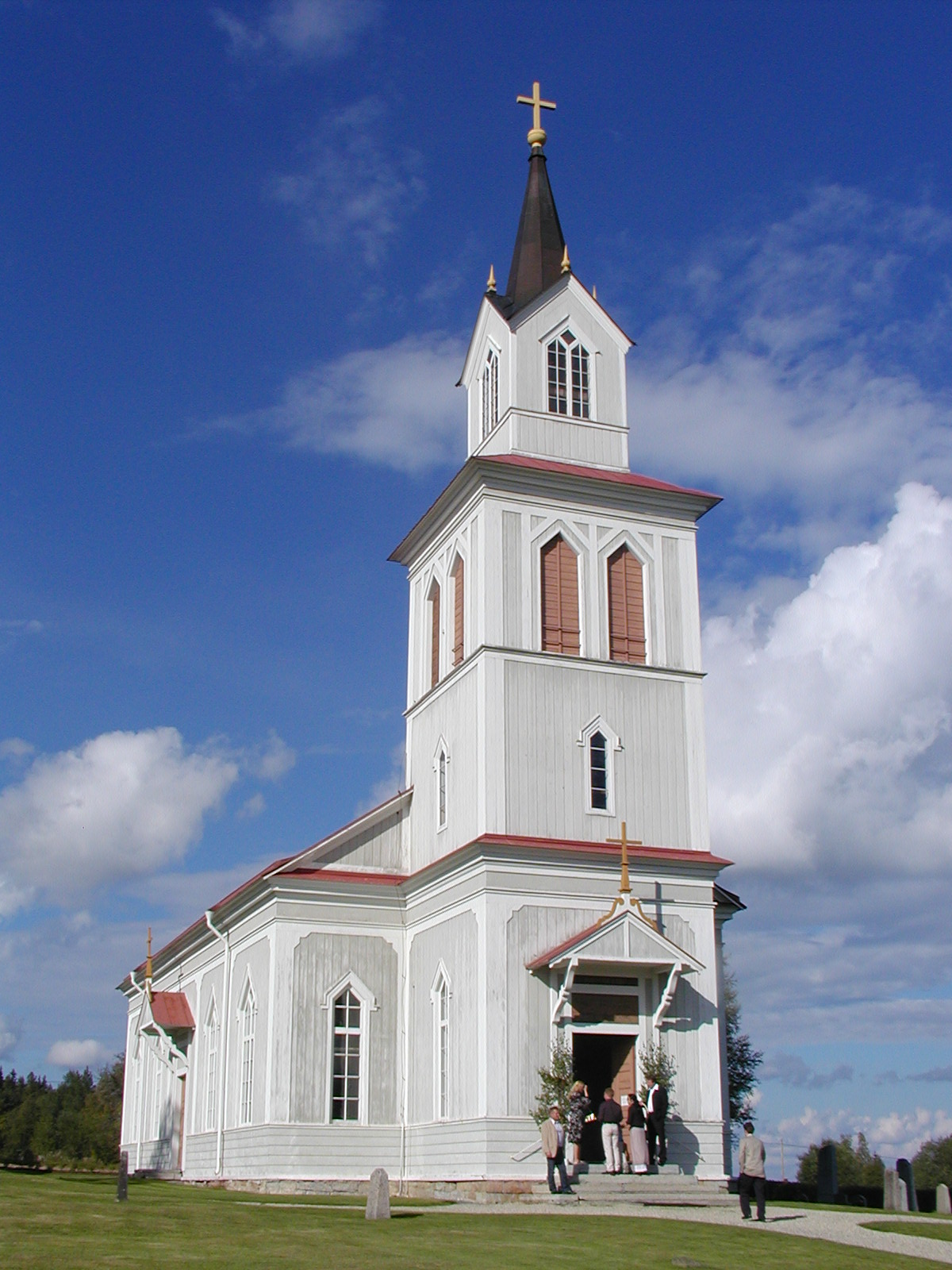
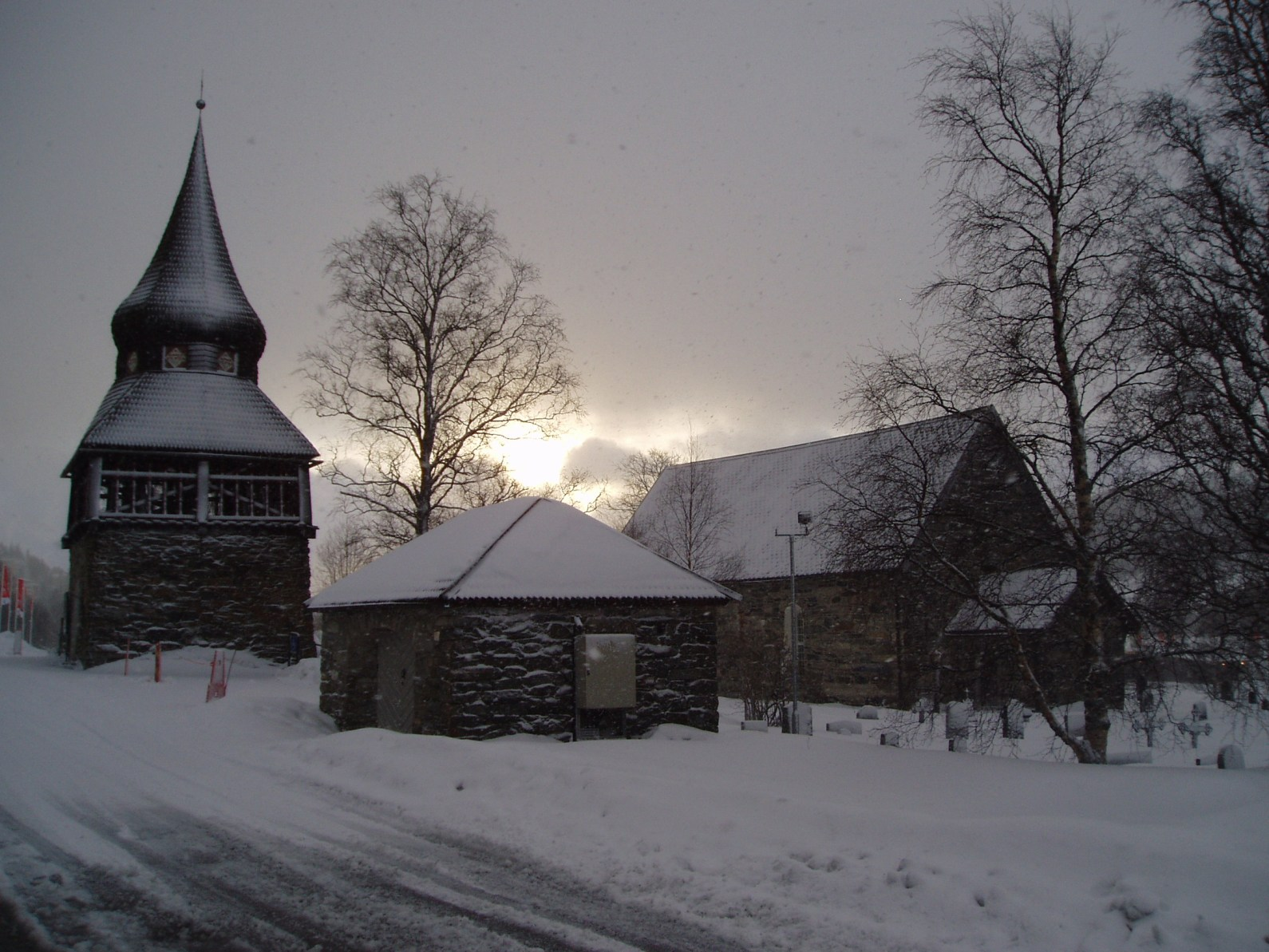
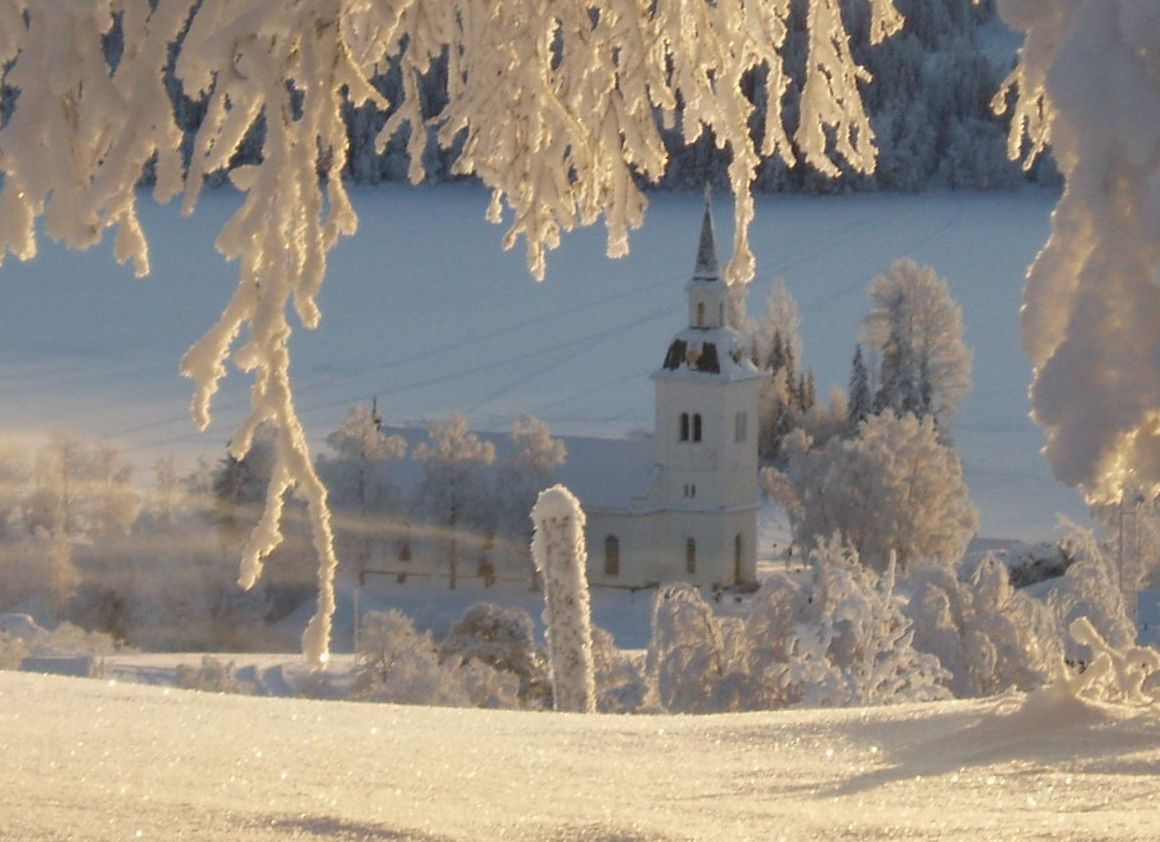
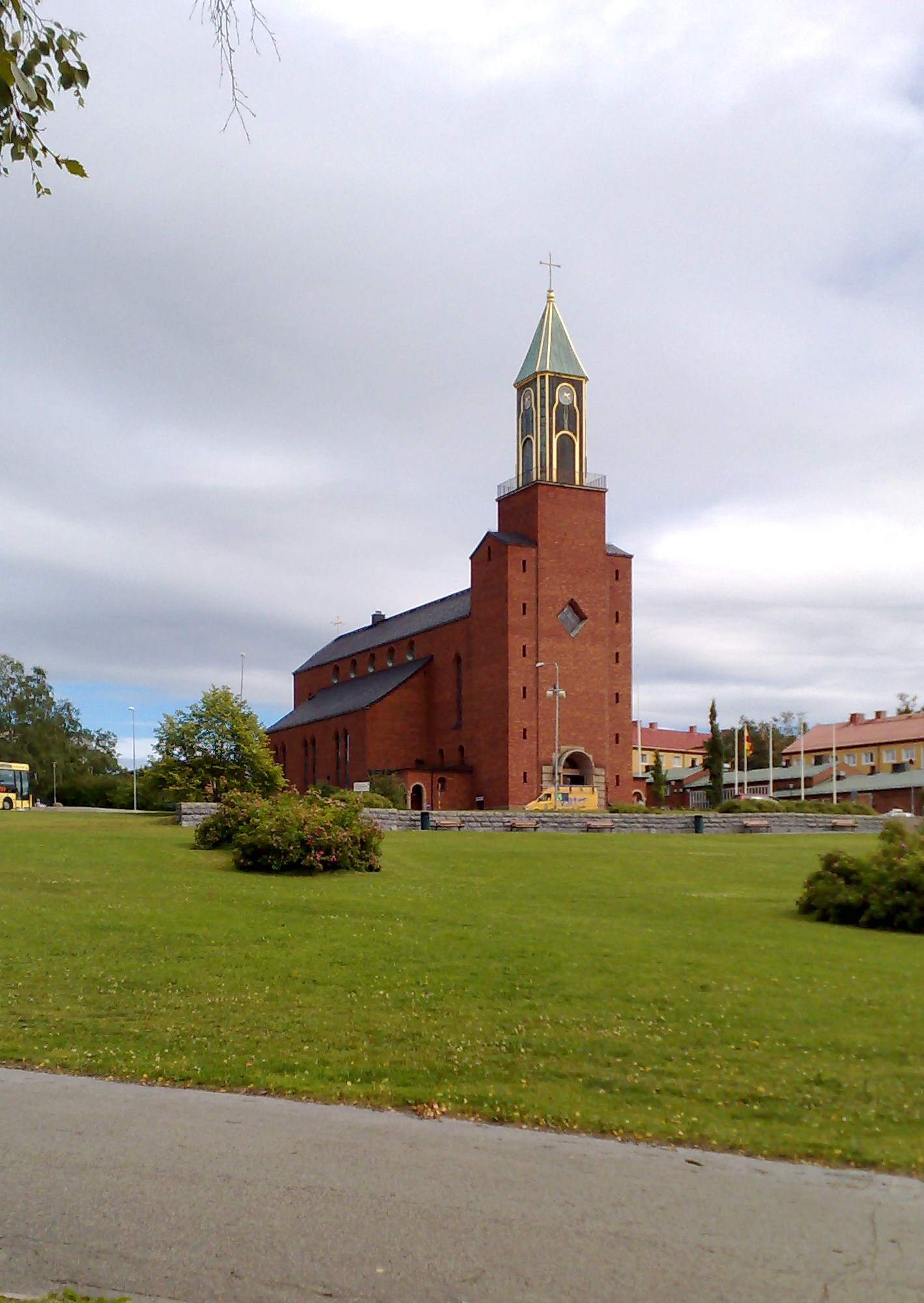
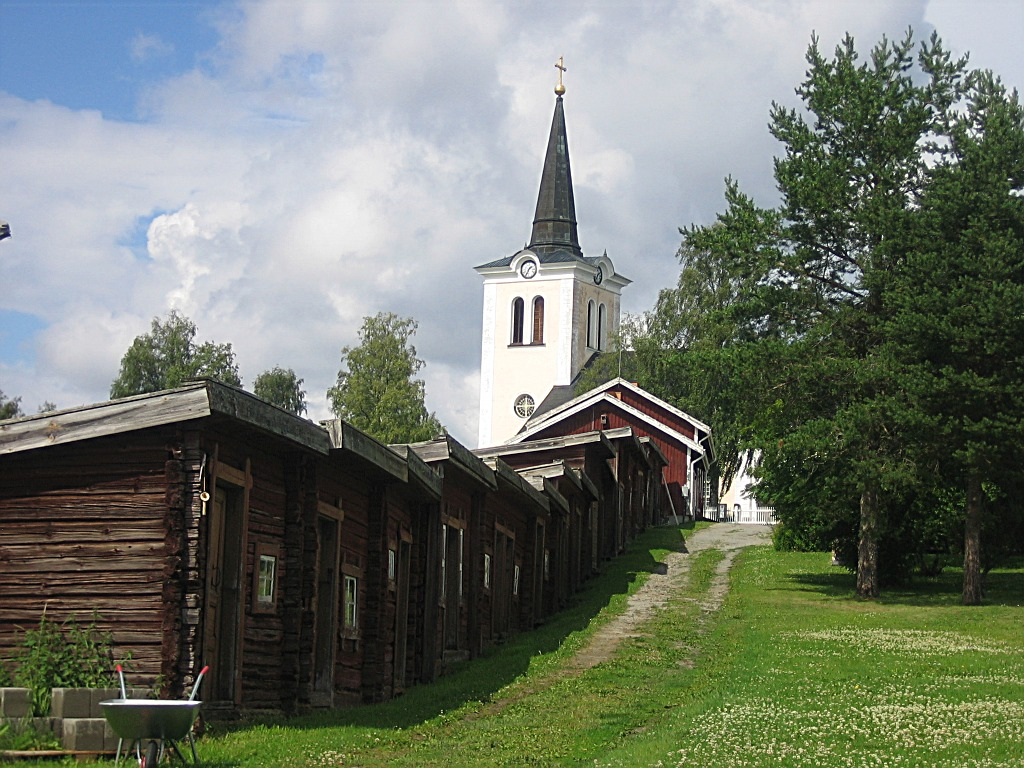
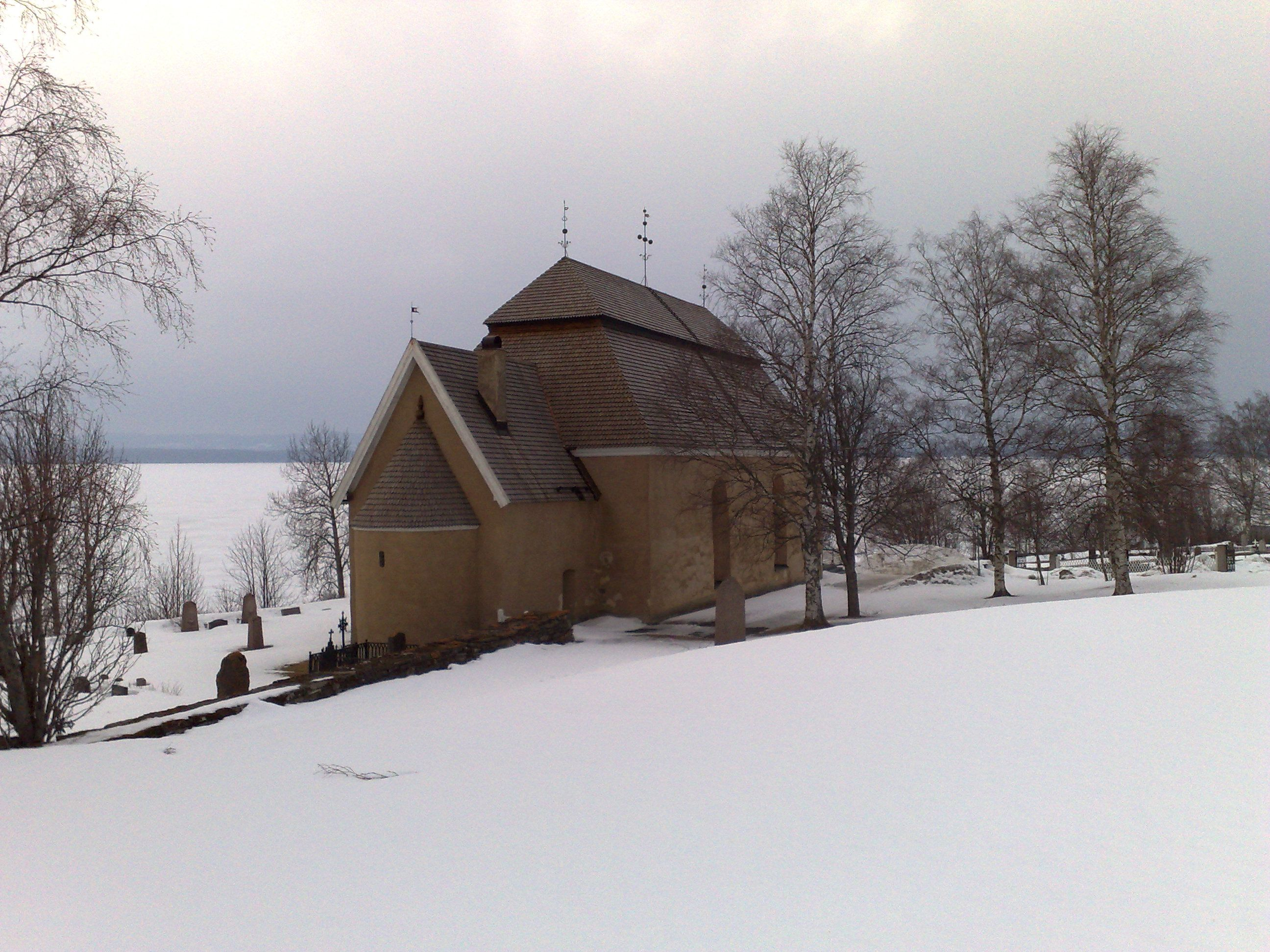
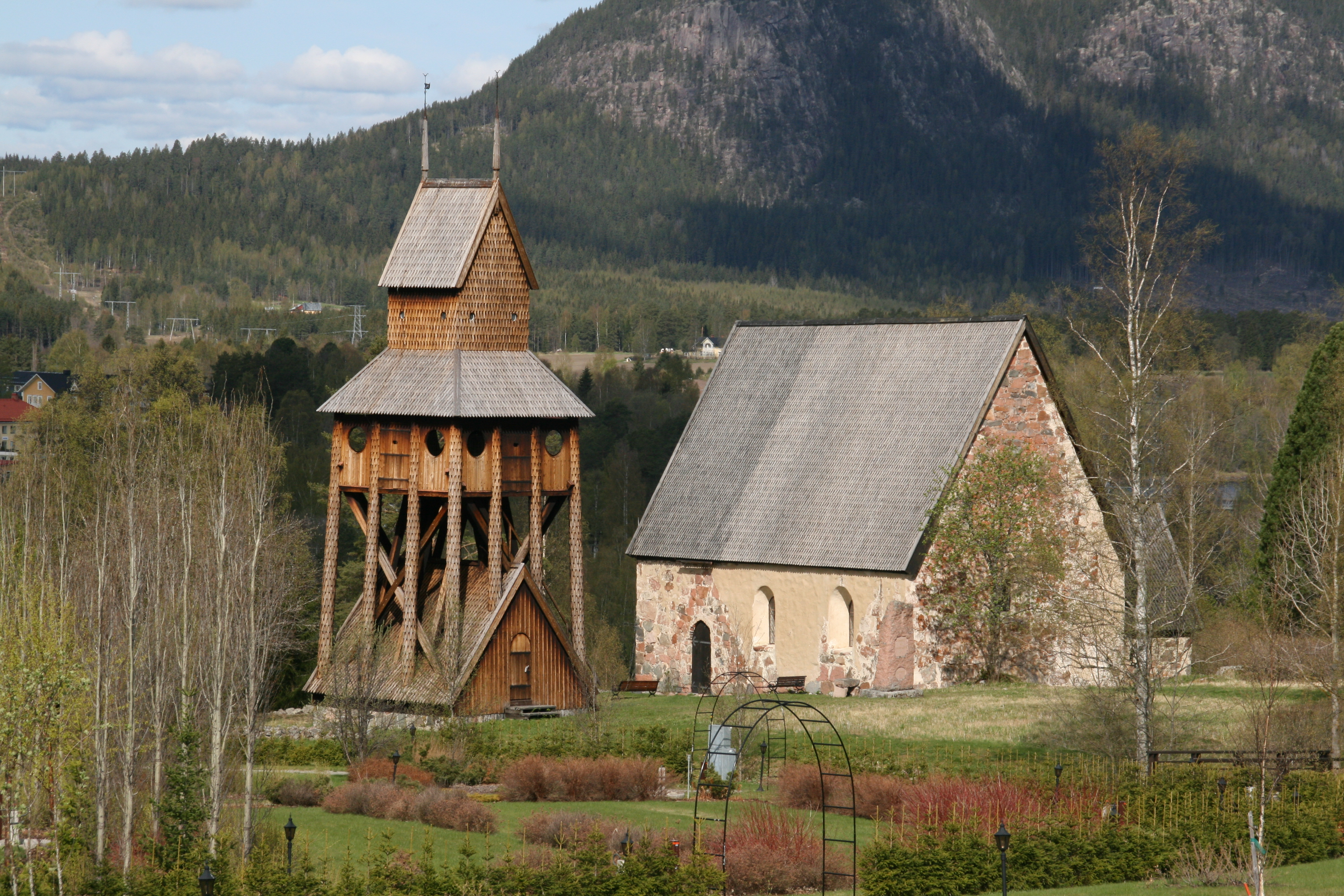
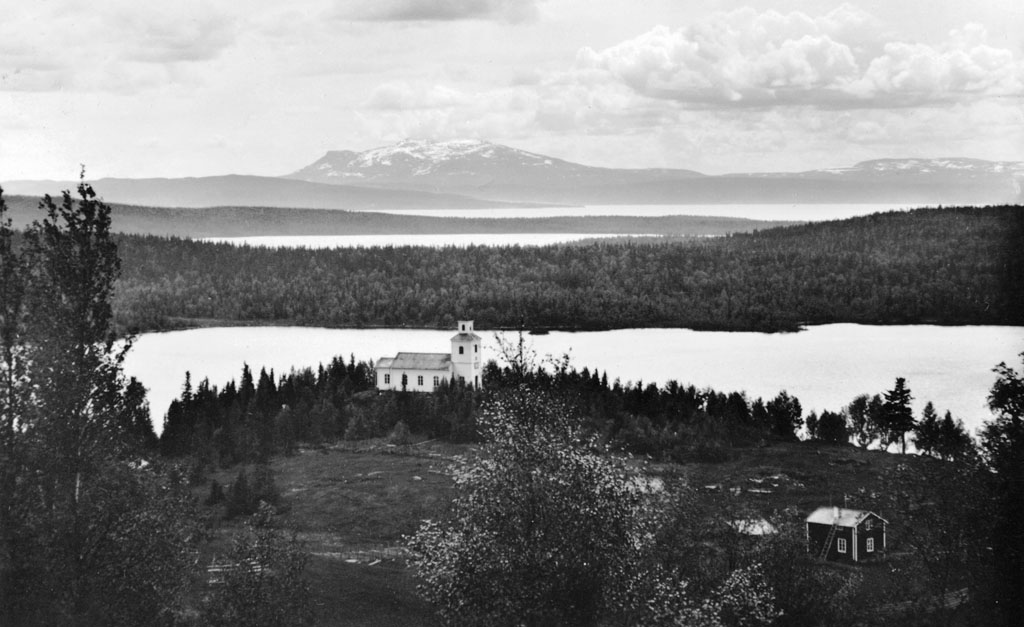
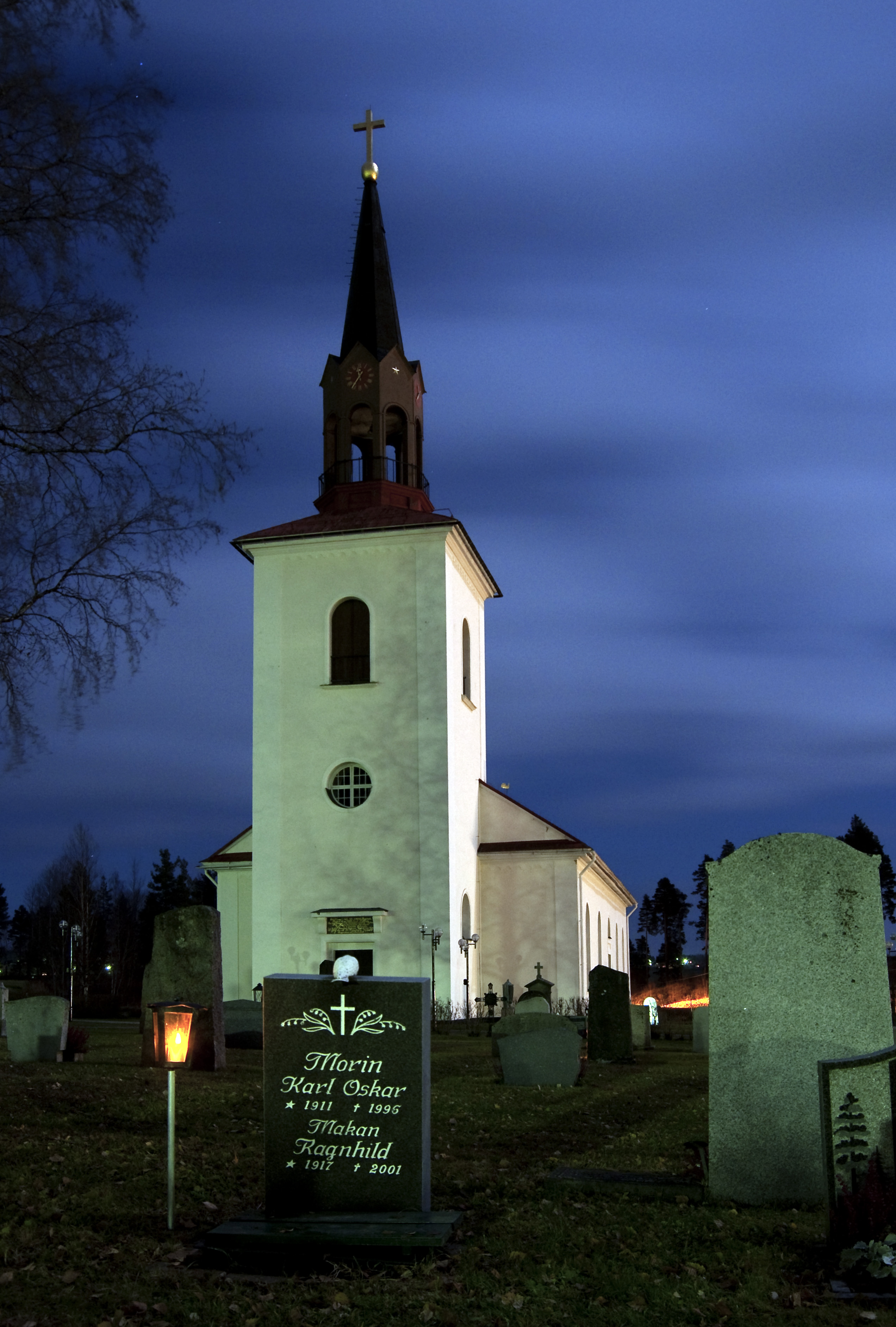